# Gage
För andra betydelser, se Gage (olika betydelser).
Gage är ett uttryck för en engångslön, i första hand inom artistbranschen. Det vanligaste är ett band som får dela på en summa efter att de genomfört en spelning inför publik.